# أليكس باديلا (سياسي)
أليكس باديلا هو مهندس وسياسي أمريكي، ولد في 22 مارس 1973 في لوس أنجلوس في الولايات المتحدة. نشط حزبياً في الحزب الديمقراطي. وقد انتخب President of the Los Angeles City Council ‏ (4 يوليو 2001 – 2006) وانتخب Secretary of State of California ‏ (5 يناير 2015 – ) وانتخب عضو مجلس ولاية كاليفورنيا ‏ (4 ديسمبر 2006 – 30 نوفمبر 2014).

## وصلات خارجية
- الموقع الرسمي